# 騎兵集団
騎兵集団（きへいしゅうだん）は、大日本帝国陸軍の部隊編成。関東軍所属。二個旅団から成り、師団と同等または同等以上の規模であった。

## 概要
1931年（昭和6年）に満州事変が勃発し、騎兵第1旅団と第4旅団が出動になり、以降、両旅団は満洲に衛戍した。両旅団をまとめて指揮する都合上、1933年（昭和8年）に両旅団はまとめられ、騎兵集団となった。

## 編制
- 騎兵集団司令部
- 騎兵第1旅団
- 騎兵第4旅団

## 歴代司令官
- 宇佐美興屋 少将：昭和8年4月21日 - 昭和9年8月1日
- 蓮沼蕃 少将：昭和9年8月1日 - 昭和10年8月1日
- 笠井平十郎 中将：昭和10年8月1日 - 昭和12年8月2日
- 稲葉四郎 中将：昭和12年8月2日 - 昭和12年12月1日
- 内藤正一 少将：昭和12年12月1日 - 昭和14年1月7日
- 吉田㥲 少将：昭和14年1月7日 - 昭和14年10月2日
- 小島吉藏 中将：昭和14年10月2日 - 昭和15年12月2日
- 馬場正郎 少将：昭和15年12月2日 - 昭和16年10月1日
- 西原一策 少将：昭和16年10月1日 - 昭和17年12月1日